# 糙皮副獅子魚
糙皮副獅子鱼，为輻鰭魚綱鮋形目杜父魚亞目狮子鱼科的其中一種。分布於西南大西洋的阿根廷海域，屬深海底棲性魚類，棲息在水深800至846公尺的海域，生活習性不明。